# Abutilon hulseanum
Abutilon hulseanum là một loài thực vật có hoa trong họ Cẩm quỳ. Loài này được (Torr. & A.Gray) Torr. ex A.Gray mô tả khoa học đầu tiên năm 1849.